# 1851
| 1851                                          |
| --------------------------------------------- |
| Dødsfald - Fødsler                            |
| • Begivenheder • Litteratur • Musik • Politik |

| Gregoriansk kalender | 1851 MDCCCLI            |
| Ab urbe condita      | 2604                    |
| Armensk kalender     | 1300 ԹՎ ՌՅ              |
| Kinesiske kalender   | 4547 – 4548 庚戌 – 辛亥 |
| Etiopisk kalender    | 1843 – 1844             |
| Jødisk kalender      | 5611 – 5612             |
| Hindukalendere       |                         |
| - Vikram Samvat      | 1906 – 1907             |
| - Shaka Samvat       | 1773 – 1774             |
| - Kali Yuga          | 4952 – 4953             |
| Iransk kalender      | 1229 – 1230             |
| Islamisk kalender    | 1267 – 1268             |

Året 1851 (MDCCCLI) begyndte på en onsdag efter den gregorianske kalender.
Konge i Danmark: Frederik 7. 1848-1863
Se også 1851 (tal)

## Begivenheder

### Udateret
- Østerport i København holdes åben om natten – byen er ikke længere aflåst

### Februar
- 2. februar - een danske hær vender tilbage til København, hvor den hyldes for sine sejre i treårskrigen

### Januar
- 12. januar – Der findes guld i New South Wales i Australien, hvilket starter den australske guldfeber

### April
- 1. maj - Dronning Victoria åbner historiens første verdensudstilling, der finder sted i Hyde Park i London1. april - Danmarks første frimærke tages i brug. Værdien er på 4 rigsbankskilling.
- 2. april - Rama IV krones til konge af Thailand
- 13. april - som følge af den nye danske grundlov, der sikrer religionsfrihed, fritages børn, der ikke er medlem af folkekirken, for kristendomsundervisning i skolerne og der indføres borgerlig vielse

### Maj
- 1. maj - Dronning Victoria åbner historiens første verdensudstilling, der finder sted i Hyde Park i London
- 21. maj - der er fundet guld i Australien

### Juli
- 14. juli - Den første borgelige vielse forettes i Danmark, da skræddersvend Christen Christensen og jomfru Christine Marie Bruun, begge mormoner, bliver gift på Københavns Rådhus
- 28. juli – Danmark oplever total solformørkelse

### August
- 12. august - Isaac Singer opnår patent på sin symaskine

### Sepember
- 18. september – New York Times, grundlagt af Henry Jarvis Raymond, udkommer for første gang

### Oktober
- 15. oktober - der bliver fundet guld i Australien, hvilket sætter skub i indvandringen
- 24. oktober – William Lassell opdager Uranus-månerne Ariel og Umbriel

### December
- 2. december - Louis Napoleons statskup i Frankrig
- 24. december - en del af Capitol og hele kongresbiblioteket i Washington D.C. ødelægges ved en brand

## Født
- 9. januar – Jens Vilhelm Petersen, dansk arkitekt (død 1931).
- 17. januar – A. B. Frost, amerikansk tegner (d. 1928)
- 19. januar – Jacobus Kapteyn, hollandsk astronom (d. 1922)
- 21. januar – Reinhard Hetze, argentinsk religiøs pioner (d. 1939)
- 8. februar – Kate Chopin, amerikansk forfatter (d. 1904)
- 10. marts – Heinrich Wenck, dansk arkitekt (død 1936)
- 19. marts – Frederik Frans 3., storhertug af Mecklenburg-Schwerin (d. 1897)
- 19. marts – William Henry Stark, direktør (d. 1936)
- 27. marts – Vincent d'Indy, fransk konponist og lærer (d. 1931)
- 28. marts – Bernardino Machado, portugisisk president (d. 1944)
- 20. april – Young Tom Morris, Skotsk golfspiller (d. 1875)
- 21. april – Charles Barrois, fransk geolog (d. 1939)
- 6. maj – Aristide Bruant, fransk cabaretsanger og komiker (d. 1925)
- 20. maj – Emil Berliner, pioner indenfor telefoni og lydoptagelse (d. 1929)
- 21. maj – Léon Bourgeois, modtager af Nobels fredspris (d. 1925)
- 20. juli – Arnold Pick, tjeckoslovakisk neurolog og psykolog (d. 1924)
- 23. juli – Peder Severin Krøyer, dansk maler (d. 1909)
- 24. juli – Friedrich Schottky, tysk matematiker (d. 1935)
- 7. september – David King Udall, amerikansk politiker (d. 1938)
- 2. oktober – Ferdinand Foch, fransk general for de allierede styrker i 1. verdenskrig (d. 1929)
- 21. november - Den senere konseilspræsident og venstrefører J.C. Christensen

## Dødsfald
- 9. marts – Hans Christian Ørsted, dansk videnskabsmand.
- 14. september – J.F. Cooper, amerikansk forfatter.